# Caesulia
Caesulia es un género monotípico de plantas fanerógamas de la familia de las asteráceas. Su única especie, Caesulia axillaris, se distribuye por Asia tropical por Bangladés; India; Nepal y Birmania.

## Taxonomía
Caesulia axillaris fue descrita por William Roxburgh y publicado en Plants of the Coast of Coromandel i. 64. t. 93 (1759).

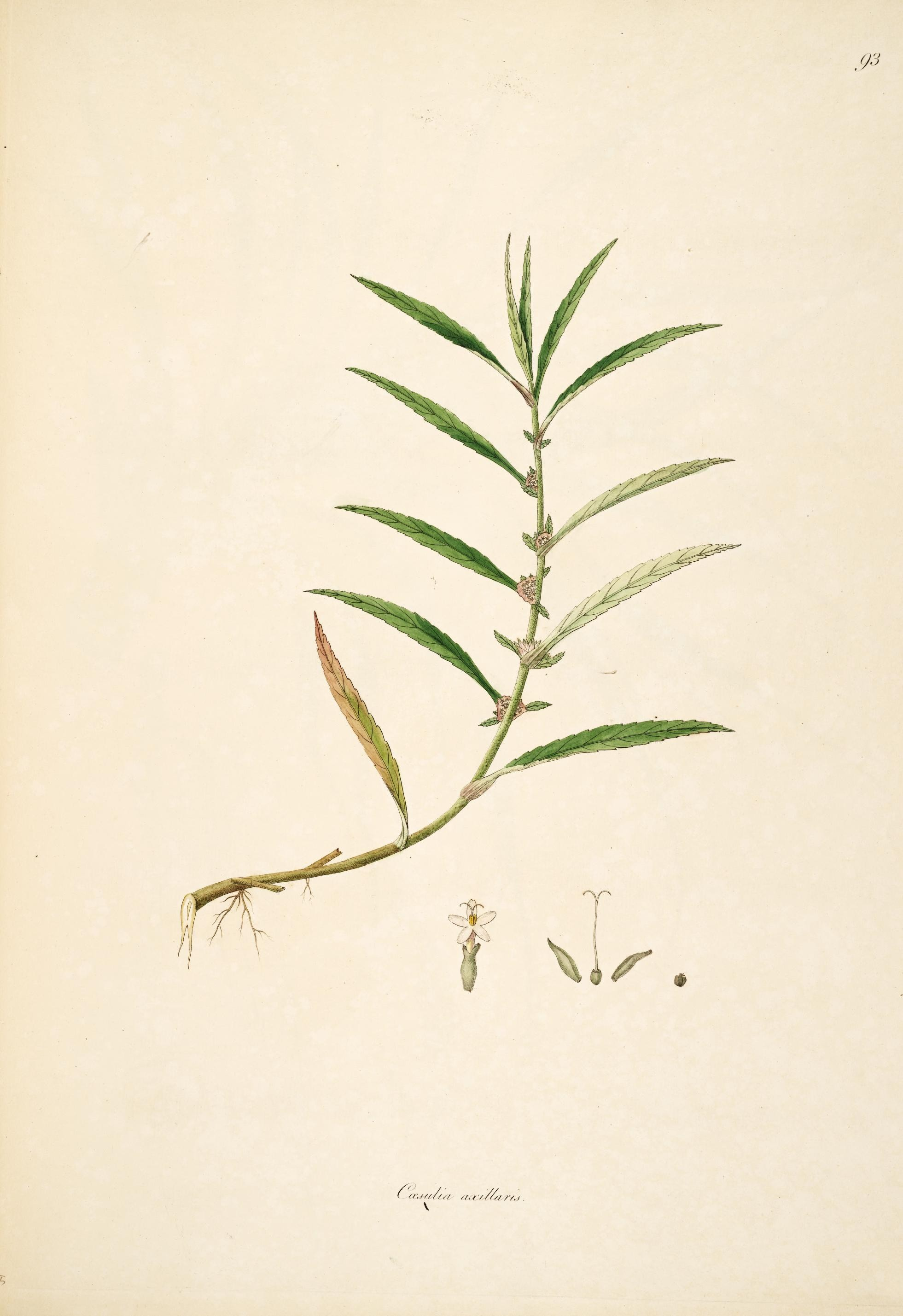
Ilustración publicada en 1795